# Auditorium

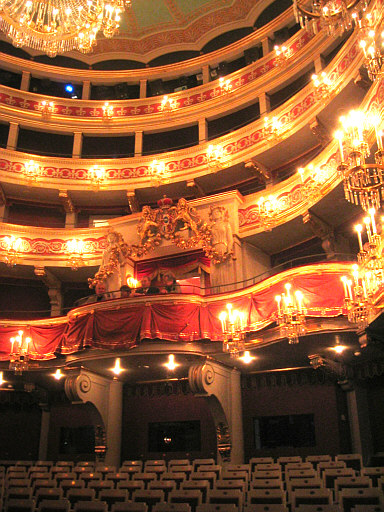
L'auditorium du théâtre municipal de Ratisbonne, en Allemagne.

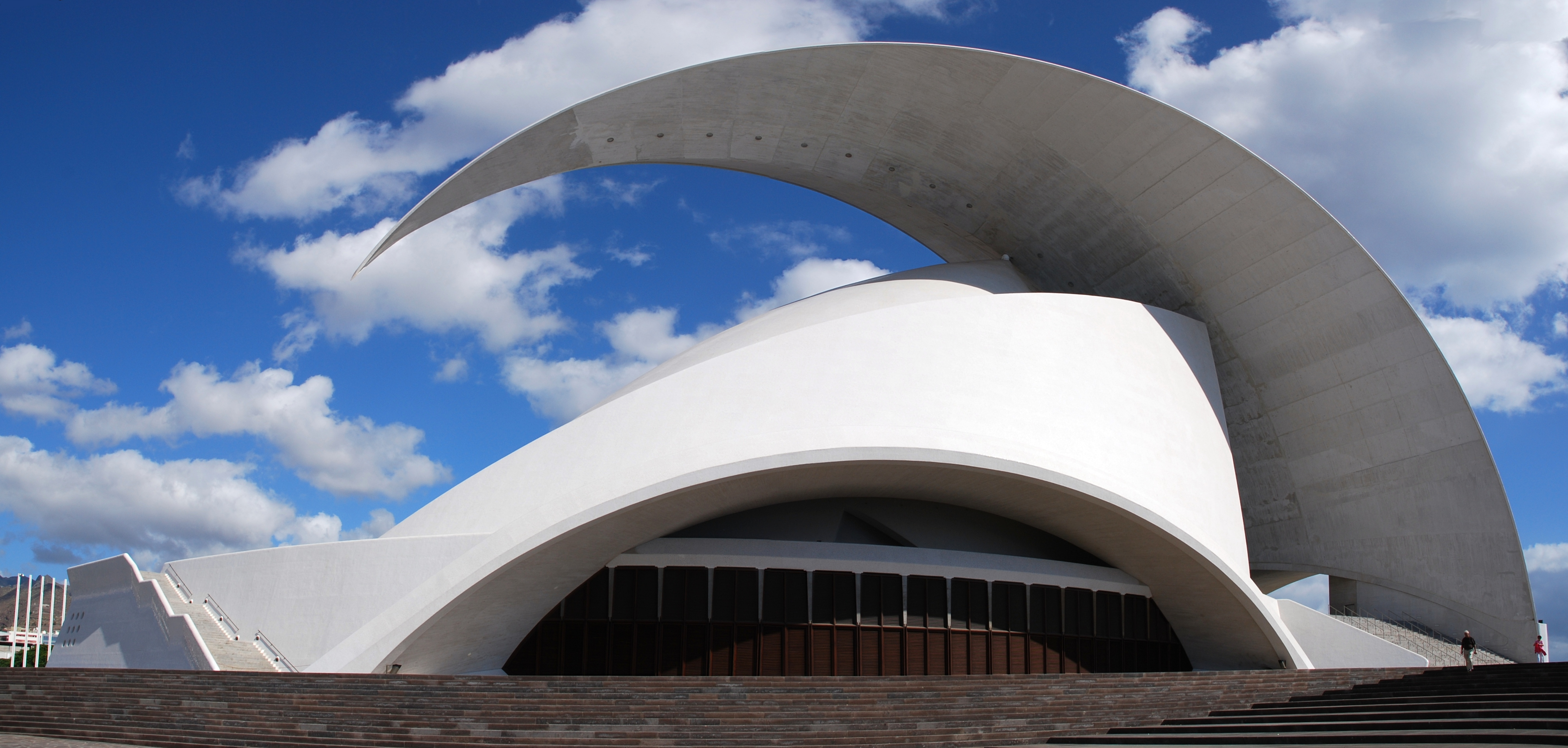
Auditorium de Ténérife, en Espagne.

Un auditorium  est un lieu construit selon des normes acoustiques et aménagé pour écouter un orateur ou des œuvres musicales ou théâtrales. On peut aussi y enregistrer des émissions radiophoniques ou télévisées, des orchestres. Ce type de lieu existait déjà à l'époque romaine.
Parfois, les auditoriums sont de simples constructions en plein air, le plus souvent situées dans les parcs des grandes villes, comprenant une scène adossée à une structure acoustique.

## Auditorium cinéma
Il s'agit d'un lieu destiné à :
- mixer un film ou tout produit audiovisuel ;
- enregistrer des postsynchronisations ou des doublages (enregistrement des dialogues dans une autre langue) ou enregistrer des sons, de la musique ou des bruitages.

## Auditorium universitaire

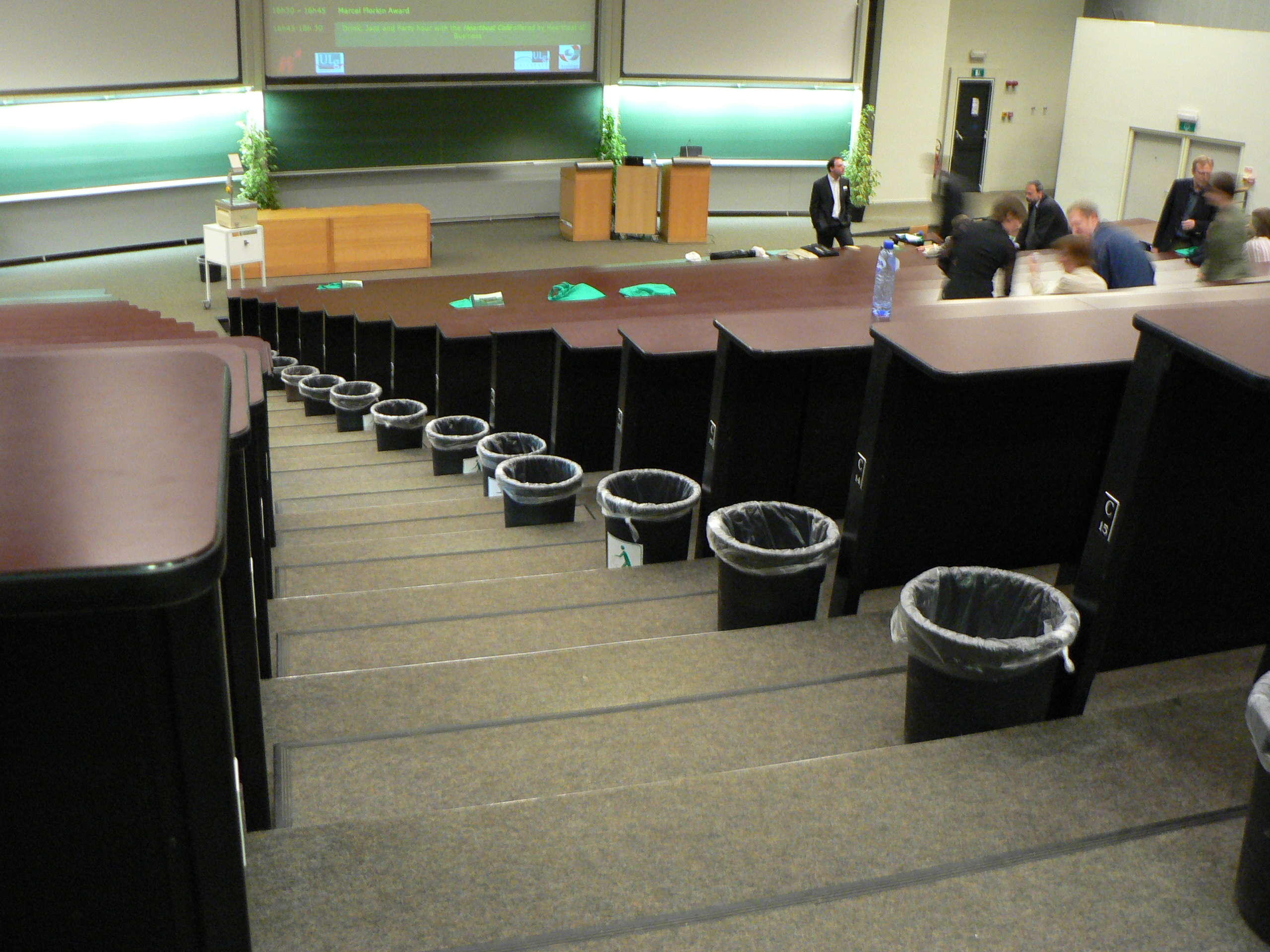
Un amphithéâtre universitaire

Les universités sont dotées d'auditoriums, ou amphithéâtres, parfois très grands pour accueillir de nombreux étudiants où s'y tiennent des cours magistraux.